# Прашник
Прашник (словац. Prašník) — село, громада округу П'єштяни, Трнавський край. Кадастрова площа громади — 29.56 км².
Населення 824 особи (станом на 31 грудня 2020 року).

## Історія
Прашник згадується 1958 року.

## Географія
Протікає Подкилавський потік; розташоване водосховище Черенець.

## Населення
| Рік:            | 1994. | 2004.   | 2014.   | 2024.   |
| --------------- | ----- | ------- | ------- | ------- |
| Кількість осіб: | 896   | 851     | 854     | 823     |
| Різниця:        |       | -5,02 % | +0,35 % | -3,62 % |

| Рік:            | 2023. | 2024.   |
| --------------- | ----- | ------- |
| Кількість осіб: | 812   | 823     |
| Різниця:        |       | +1,35 % |